# Sonia Pelletier-Gautier

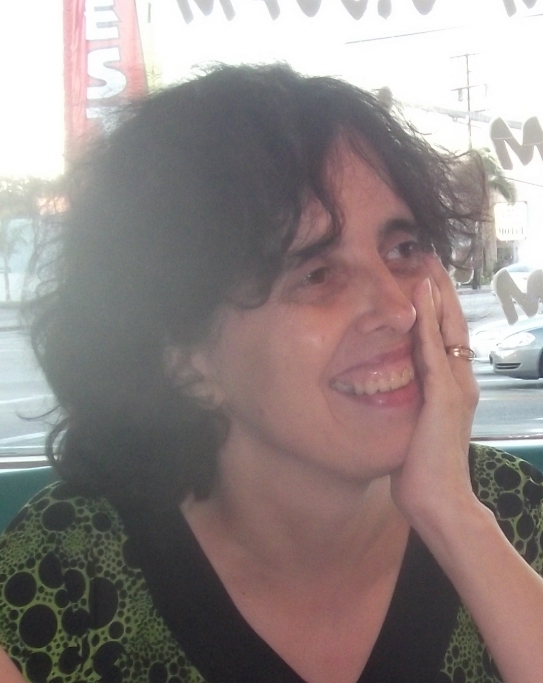
Sonia Pelletier-Gautier, 2014

Sonia Pelletier-Gautier (* 21. September 1958 in Guebwiller) ist eine französische Historikerin und Autorin von historischen Romanen. 

## Leben und Werk
Pelletier-Gautier studierte von 1976 bis 1978 Geschichte an der Universität Mülhausen sowie von 1978 bis 1985 an der Universität Straßburg. Ihr Hauptinteressengebiet ist die Geschichte des Mittelalters. Zwischen 1978 und 1983 nahm sie an archäologischen Grabungen im Elsass teil. Ab 1983 arbeitete sie als Lehrerin für Geschichte und Erdkunde. Sie war Gründungsmitglied des neuen Museums der Stadt Guebwiller im Jahr 1984.
Ihr erster Roman Les Dilemmes de l’Inquisite wurde 2009  mit dem großen Preis der Akademie der Wissenschaften des Elsass ausgezeichnet.
Auf Anregung des Pariser Verlags Éditions du Cerf schrieb sie einen weiteren Roman mit dem Titel  Rome 1215, der 2015 erschienen ist. Protagonist des Buchs ist Gérard Machet, Beichtvater von König Karl VII.

## Publikationen
- L’Église et la vie religieuse à Guebwiller à la fin du Moyen Âge. Mémoire de maîtrise primé par le Conseil général du Haut-Rhin et publié par la Société savante des Régions d’Alsace et des Régions de l’Est, Colmar. 1988.
- Chronique des dominicains de Guebwiller, Société d’Histoire et du Musée du Florival, in: Les dominicains de Guebwiller et leur histoire, S. 17–26, Art Réal 1994.
- Dominicains et dominicaines en Alsace. Actes du colloque international qui s’est tenu du 8 au 9 avril 1994. Floraison dominicaine dans la deuxième moitié du XV. siècle à Guebwiller. 1994. S. 53–61. Éditions d’Alsace.

Romane
- Les Dilemmes de L’inquisiteur. Préface de Eric de Clermont-Tonnerre. Editions du Pierregord 2008. Trilogie.

1. Le Soufre et l’Encens. 2008.
2. L’Inquisiteur et la Sorcière. 2008.
3. Le Brasier de l’Imparfaite. 2008.
- Le parchemin maudit. Une enquête de Gérard Machet. Paris: Éd. du Cerf 2016. ISBN 978-2-2041-1191-1
- Au nom de Luther. Paris: Éd. du Cerf 2017. ISBN 978-2-2041-2256-6